# Миколаївська сільська рада (Козятинський район)
| Миколаївська сільська рада — колишній орган місцевого самоврядування у Козятинському районі Вінницької області з адміністративним центром у с. Миколаївка. Сільській раді підпорядковані населені пункти: - с. Миколаївка - с. Великий Степ - с. Лопатин |

## Склад ради
Рада складалася з 14 депутатів та голови.

## Керівний склад сільської ради
| ПІБ                            | Основні відомості                                                               | Дата обрання | Дата звільнення |
| ------------------------------ | ------------------------------------------------------------------------------- | ------------ | --------------- |
| Ковтанюк Раїса Миколаївна      | Сільський голова, 1956 року народження, освіта                                  | 26.03.2006   | 31.10.2010      |
| Киричишин Володимир Григорович | Сільський голова, 1961 року народження, освіта середня спеціальна, безпартійний | 31.10.2010   |                 |

Примітка: таблиця складена за даними джерела